# شهرستان مونتوور (پنسیلوانیا)
شهرستان مونتوور، پنسیلوانیا (به انگلیسی: Montour County, Pennsylvania) شهرستانی در ایالات متحده آمریکا است که در پنسیلوانیا واقع شده‌است.

## خصوصیات
شهرستان مونتوور ۳۴۱٫۸۸ کیلومترمربع مساحت دارد.